# 曬黑燈

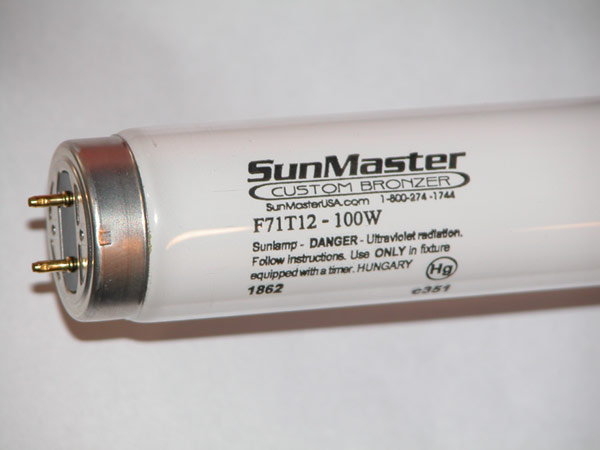
带有F71T12标记的晒黑灯

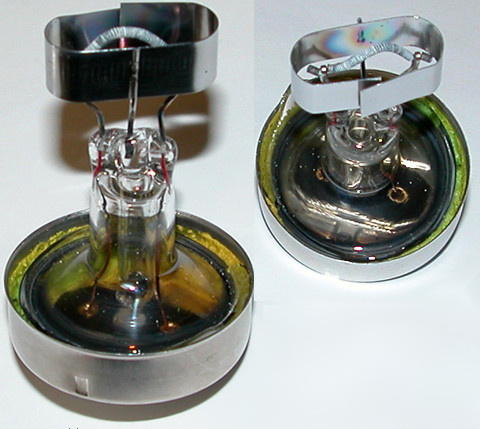
晒黑灯

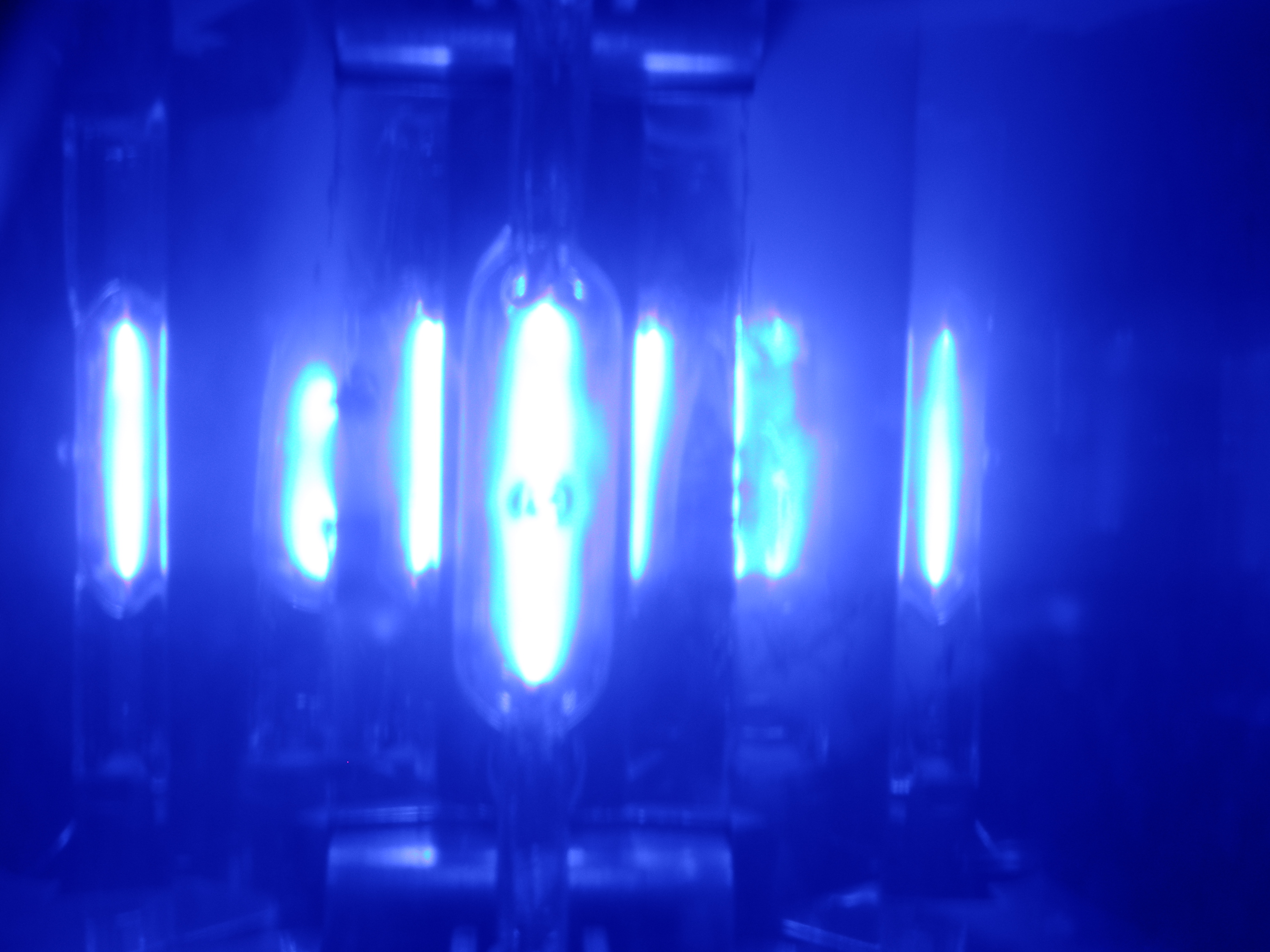
通电下的高压晒黑灯

晒黑灯又稱美黑灯、日光浴燈，是一種室內曬黑設備，一般安裝在晒黑床上，它可以产生紫外线，讓人的膚色變黑。目前市場上有数百种曬黑燈，其中大多数可分为两个類型，分別為低压曬黑燈和高压曬黑燈。